# ࣃ
Ġayn trois points suscrits, ࣃ, est une lettre additionnelle de l’alphabet arabe utilisée dans l’écriture du haoussa avec l’adjami. Elle est composée d’un ġayn ‹ غ › avec trois points suscrits..

## Utilisation
Le ġayn trois points suscrits ‹ ࣃ › est utilisé pour représenter une consonne occlusive vélaire voisée labialisé [ɡʷ] ou palatalisée [ɡʲ].. Alternativement, les trois points sont parfois souscrits plutôt que  suscrits.